# Priesterlijke oudgelovigen
Priesterlijke Oudgelovigen zijn voortgekomen uit het schisma (Russisch: raskol) van 1666-67 in de Russisch-Orthodoxe kerk. 
Samen met de zg. priesterlozen vormen ze de richting van de zg. oudgelovigen die de hervormingen van patriarch Nikon verwierp en trouw bleef aan de oude teksten en riten van de Russische kerk. Deze conservatieve tegenstanders van de kerkelijke hervormingen werden door kerk en staat vervolgd. Aan hun illegale positie kwam in 1905 een eind.
Ondanks de vervolgingen waren er na het schisma nog genoeg priesters die het oude geloof trouw bleven. Omdat niemand van de bisschoppen (behalve bisschop Pavel van Kolomna, die echter geliquideerd was) trouw gebleven was aan de oude boeken en riten, zouden er binnen afzienbare tijd geen priesters van de oude wijding meer overblijven. Tegen de achtergrond van dit dilemma ontstonden er twee richtingen: de priesterlijke oudgelovigen (поповцы (popovsty)) en de priesterlozen (беспоповцы (bespopovsty)).
De priesterlijke oudgelovigen waren de meer gematigde, conservatieve oppositie die streefde naar een zo volledig mogelijke voortzetting van het kerkelijke leven van vóór de hervormingen. Zij erkenden priesters die uit de officiële staatskerk waren overgelopen naar de oudgelovigen en die alle ketterij (de hervormingen van Nikon) hadden afgezworen. 
In 1846, toen onder tsaar Nikolaas I de vervolgingen weer oplaaiden, vond men een Griekse bisschop, Ambrosius (Amvrosij), die bereid was tot het oude geloof toe te treden. Zo kon de hiërarchie met diakons, priesters en bisschoppen worden hersteld. Deze richting ging de hiërarchie van Belaja Krinitsa heten, genoemd naar het klooster van Belaja Krinitsa (nu in Oekraïne). Deze kerk bestaat uit twee autocefale kerken met ieder een metropoliet: een in Brăila (Roemenië) en sinds 1988 een in Moskou. Zij heeft momenteel naar schatting 900.000 leden is daarmee de grootste. 
Niet alle priesterlijke oudgelovigen erkenden de hiërarchie van Belaja Krinitsa (naar oudgelovigen beweren niet zonder intriges van de zijde van de Russische synodale staatskerk, die fel gekant was tegen het ontstaan van een zelfstandige oudgelovigenhiërarchie) en bleven gebruikmaken van overgelopen priesters. Zij werden daarom беглопоповцы (beglopopovtsy, "overgelopen-priesterlijken") genoemd. Deze kerk heeft in de jaren twintig van de twintigste eeuw alsnog een eigen hiërarchie gekregen – de hiërarchie van Novozybkov – en heeft haar hoofdzetel in Moskou.